# 甘古特级战列舰
甘古特级战列舰(英語：Gangut-class battleship)，又称为塞瓦斯托波尔级, 是沙皇俄国海军于一次大战前开始建造的第一种无畏舰。它的设计历史非常复杂，当中有几家大不列颠和爱尔兰联合王国公司的参与，有国际设计招标，有不断升级的要求和外国公司的抗议。1906年已经提出了初步设计但是国家杜马为了给陆军提供经费而未批准。1909年下单了四艘舰的订单，有两条是以彼得大帝在大北方战争中的胜利（分别是波尔塔瓦会战和甘古特会战）战役命名的，另两艘是以克里米亚战争（分别是塞瓦斯托波尔战役和和彼得罗巴甫洛夫斯克战役）的战役命名。三艘舰用的名字是1897年在日俄战争中损失的彼得巴罗夫斯克级前无畏舰用过的。由于资金问题，一直拖到1911年才由国家杜马拨款开建。它们从1914年12月到1915年1月交货，而炮塔和火控系统到该年中期才完工。它们的主要任务是保护芬兰湾入口，所以战争中的时光它们都在原地呆着，或为布雷行为提供炮火掩护。它们的水兵于1917年参加了波罗的海舰队起义，后来也参加了喀琅施塔得水兵起义。

## 同级舰
| 舰名                       | 加入苏联海军后的更名 | 下水           | 服役           | 退役          |
| -------------------------- | -------------------- | -------------- | -------------- | ------------- |
| 甘古特号                   | 十月革命号           | 1911年10月20日 | 1915年1月11日  | 1956年2月17日 |
| 彼得罗巴甫洛夫斯克号战列舰 | 马拉号               | 1911年9月22日  | 1915年1月5日   | 1953年9月4日  |
| 塞瓦斯托波尔号             | 巴黎公社号           | 1911年7月10日  | 1914年11月30日 | 1956年2月17日 |
| 波尔塔瓦号                 | 伏龙芝号             | 1911年7月23日  | 1914年12月30日 | 1940年12月1日 |